# Rimessa locomotive

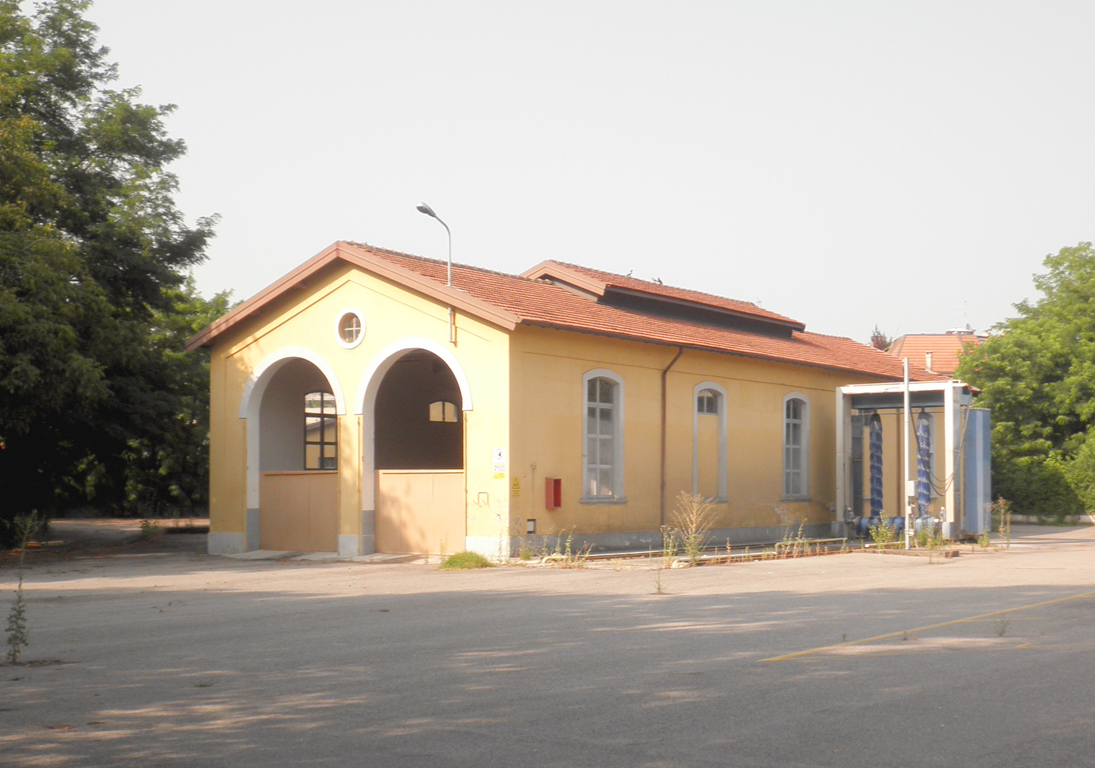
Rimessa della vecchia stazione di Cremona Porta Milano

Una rimessa locomotive, abbreviato RL, consiste in un edificio attrezzato per il ricovero, la sosta e la piccola manutenzione dei mezzi di trazione o del materiale rimorchiato.

## Caratteristiche

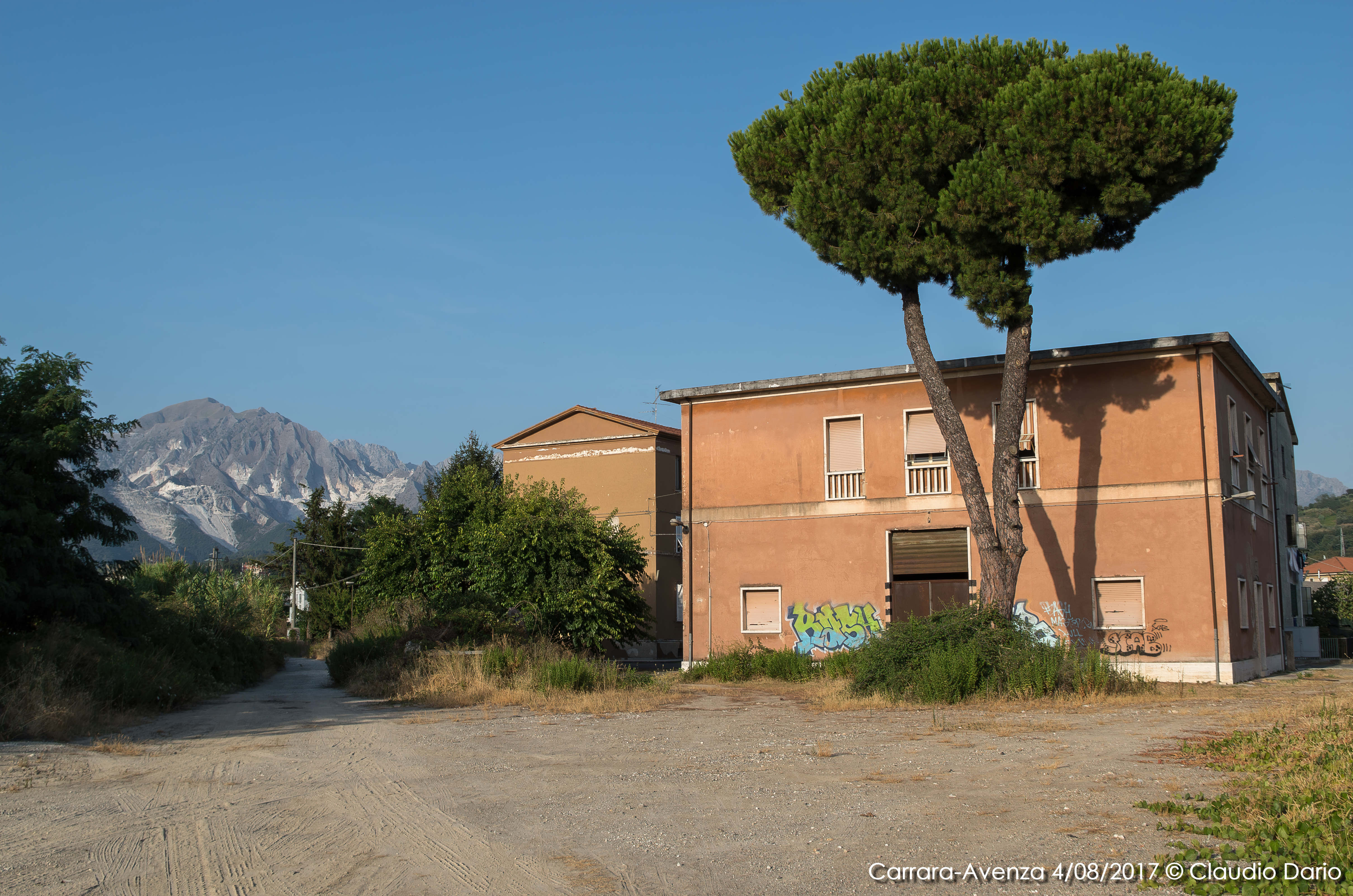
Ex rimessa IE della stazione di Carrara-Avenza

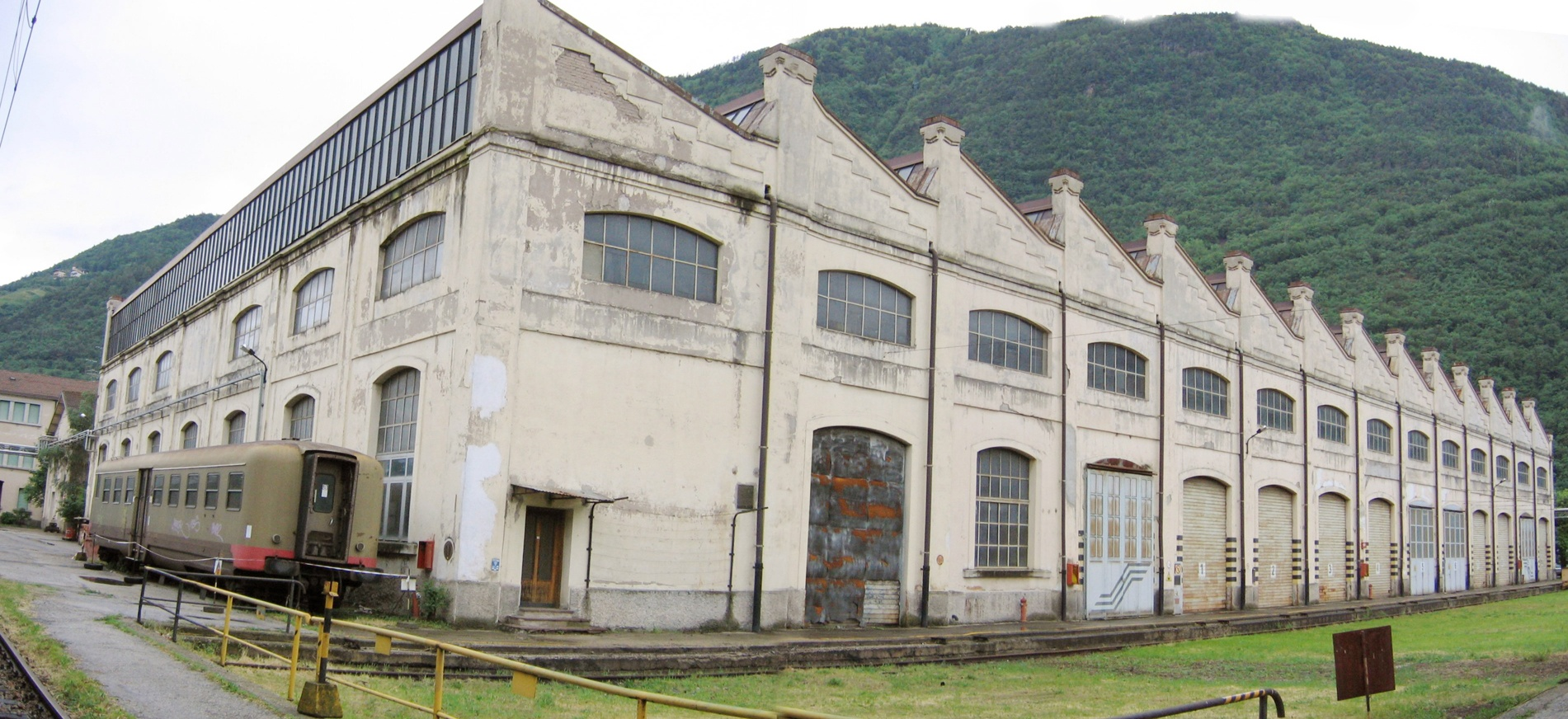
Una grande rimessa locomotive nella stazione di Bolzano

Le rimesse si possono trovare in un contesto di stazione o in quello più ampio di un deposito. Sono generalmente costituite come fabbricati a pianta unica di forma squadrata con uno o più accessi per i veicoli. Sulle pareti laterali possono essere presenti dei finestroni per permettere un'illuminazione ottimale necessaria per le operazioni di verifica e riparazione.
Dispongono di binari interni dotati di fosse da visita per l'ispezione approfondita del rodiggio e sottocassa e, in aggiunta, degli impianti cala-assi e di rialzo delle locomotive. Esternamente, può essere presente un piazzale dedicato per permettere le manovre di ingresso dei veicoli.

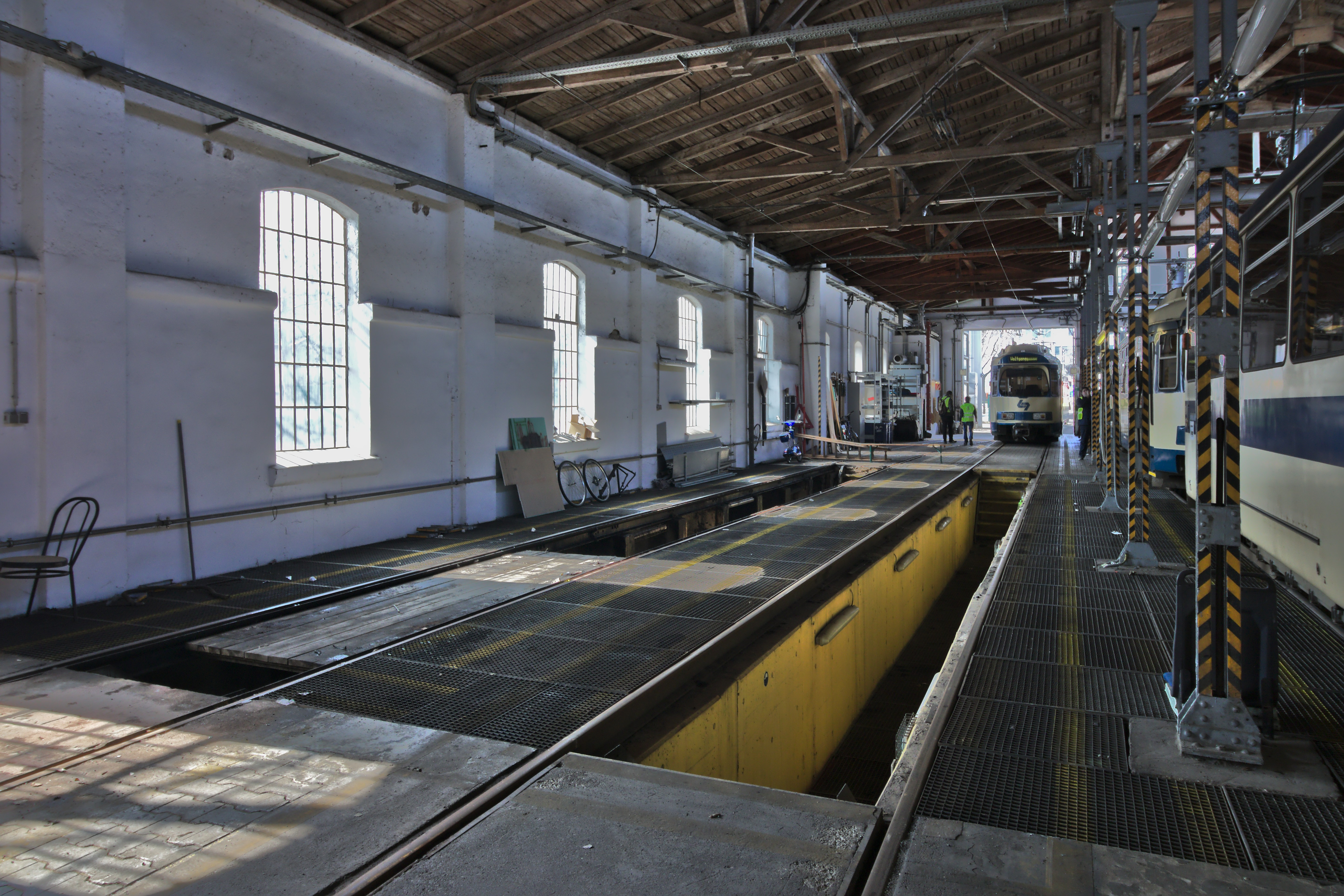
Fossa da visita della rimessa di Vienna Meidling